# دهيور (الريف الشرقي)
دهيور (بالفارسية: دهیور) هي منطقة سكنية تقع في إيران في قسم الريف الشرقي الريفي. يقدر عدد سكانها بـ 443 نسمة بحسب إحصاء 2016.